# Nāgar Karnūl
Nāgar Karnūl är en ort i Indien.   Den ligger i distriktet Mahbūbnagar och delstaten Telangana, i den södra delen av landet, 1 400 km söder om huvudstaden New Delhi. Nāgar Karnūl ligger 454 meter över havet och antalet invånare är 29 439.
Terrängen runt Nāgar Karnūl är platt. Runt Nāgar Karnūl är det tätbefolkat, med 276 invånare per kvadratkilometer. Det finns inga andra samhällen i närheten. Trakten runt Nāgar Karnūl består till största delen av jordbruksmark.